# Oosterschelde (skonare)
Oosterschelde är en tremastad nederländsk toppsegelskonare av stål som seglar som charterfartyg.
Skonaren byggdes på H. Appelo & Zonen i Zwarysluis år 1918 åt Hollandse Algemene Atlantische Scheepvaart i Amsterdam. Hon var försedd med en tvåcylindrig motor på 120 hästkrafter och kostade 108 000 gulden att bygga. Två år senare såldes hon till Varnder Kramer i Groningen och fick namnet Jelpha.
I maj 1939 såldes hon till Fuglen Rederi-A/S i Ærøskøbing i Danmark och döptes om till Fuglen II Den 29 mars 1943, när hon gick i konvoj från Ålborg till Skagen, gick hon på en mina två sjömil från Skagens hamn och fick svåra skador i akterskeppet. Hon bärgades och reparerades med bland annat en ny motor vid varvet i Svendborg. År 1951 döptes hon om till Fuglen och i mars 1954 såldes hon till Sam Rune Pettersson i Skärhamn och döptes om till Sylvan. Hon byggdes om och fick  ny styrhytt år 1960 och efter ett ägarbyte tre år senare fick hon ny stäv.
År 1987 såldes hon tillbaka till Nederländerna efter att ha legat upplagd i Skärhamn en tid. Hon återfick sitt gamla namn år 1988 och överfördes till en stiftelse för ombyggnad till charterfartyg. Den omfattande ombyggnaden år 1992 bekostades av donationer. Hon kan ta 
upp till 120 passagerare på kortare turer och 24 gäster på längre seglatser.
Oosterschelde har gjort flera världsomseglingar och år 2023 gav hon sig ut på en tvåårig resa jorden runt i Charles Darwins fotspår.